# Pierre Saint-Benoit
La Pierre Saint-Benoit est un polissoir situé à Saint-James, sur le territoire de l'ancienne paroisse de Saint-Benoît, dans le département de la Manche, en Normandie.

## Historique
En 1881, un dénommé Briant aurait creusé autour du bloc, lequel s'enfoncerait de 2 m dans le sol. Trois haches polies, dont une au pied du polissoir, auraient été découvertes dans le voisinage.

## Description
Le polissoir est constitué d'un bloc de quartzite blanc de forme triangulaire (1,50 m de long sur 0,60 m de large) dépassant légèrement du sol. Il comporte seize rainures et une cuvette de polissage sur sa surface. La cuvette est de forme elliptique (25 cm de longueur). La proximité d'un ruisseau voisin devait faciliter les opérations de polissage.

## Vestiges
Selon Léon Coutil, le chanoine Pigeon conservait plusieurs outils lithiques découverts aux alentours du polissoir, dont une hache perforée en jadéite (48 mm de longueur sur 35 mm de largeur), une herminette en pegmatite rose (68 mm de longueur sur 37 mm de largeur), une hache en silex polie (97 mm de longueur sur 45 mm de largeur), une hache en grès polie (73 mm de longueur sur 48 mm de largeur) et une hache-marteau perforée (155 mm de longueur).

## Protection
Le polissoir a été classé au titre des monuments historiques par décret du 5 décembre 1977.